# Marko Lovrenčić
Marko Lovrenčić (Zagreb, Hrvatska, 22. studenog 1982.) hrvatski je profesionalni hokejaš na ledu. Igra na poziciji lijevog krila. Bio je član hrvatskog KHL Medveščaka koji se natjecao u EBEL-u.

## Karijera

### KHL Medveščak (1998. – 2002., 2006.-danas)
Lovrenčić karijeru započinje 1998. godine, ali tek u sezoni 2000./01. upisuje svoje prve službene nastupe za KHL Medveščak. 2002. godine napušta klub na četiri sezone. Tek djelomično se vraća 2006. godine igravši istodobno za dva kluba, a potpuni prelazak u matični klub čini u sezoni 2008./09. Lovrenčić je u sezoni EBEL-a 2009./10. bio najuspješniji hrvatski hokejaš. Odigrao je 58 utakmica, ostvario dva zgoditka, pet asistencija te 46 minuta proveo u kazni izvan leda. 21. lipnja 2010. objavljeno je da je Lovrenčić potpisao s Medveščakom produženje ugovora do kraja sezone 2011.

### KHL Zagreb (2002. – 2008.)
U sezoni 2002./03. Lovrenčić prelazi u KHL Zagreb gdje provodi šest sezona. U sezonama 2006./07. i 2007./08. usporedno igra i za KHL Medveščak.  

## Statistika karijere
Bilješka: OU = odigrane utakmice, G = gol, A = asistencija, Bod = bodovi, +/- = plus/minus, KM = kaznene minute, GV = gol s igračem više, GM = gol s igračem manje, GO = gol odluke
| 2009./10. | KHL Medveščak | EBEL | 24 | 3 | 2 | 5 | -11 | 32 | 0 | 0 | 0 |  |  |  |  |  |  |  |  |  |

## Vanjske poveznice
- Profil na Eurohockey.net
- Profil na Eliteprospects.com